# Strijkmolen D
Strijkmolen D is een tussen 1627 en 1630 gebouwde eikenhouten achtkantige strijkmolen. De molen is een zogenaamde grondzeiler. Strijkmolens bemalen geen polders, maar malen het water van de ene boezem naar de andere. Er hebben in totaal 14 strijkmolens gestaan, 6 aan de Molenkade te Oudorp (ook wel de molens van de Zes Wielen genaamd), 4 achter Oudorp en 4 bij Rustenburg. Strijkmolen D is een van de vier overgebleven molens aan de Molenkade en maalde het water uit diverse polders naar de Schermerboezem. In 1941 verloren de strijkmolens hun functie doordat de Raaksmaatsboezem gemeengelegd werd met de Schermerboezem.
Het gevlucht van Strijkmolen D is Oudhollands. De binnenkant van Strijkmolen D is verbouwd tot woning en is in 2001 grotendeels in oude stijl teruggebracht.
De molen is eigendom van de Molenstichting Alkmaar e.o.. De draaivaardige molen is op afspraak te bezoeken.